# Ashton Hagans
Ashton Dewayne Hagans (Cartersville, Georgia; 8 de julio de 1999) es un baloncestista estadounidense que pertenece a la plantilla de los Xinjiang Flying Tigers de la CBA. Con 1,91 metros de estatura, ocupa la posición de base.

## Trayectoria deportiva

### Universidad
Jugó dos temporadas con los Wildcats de la Universidad de Kentucky, en las que promedió 9,4 puntos, 3,2 rebotes, 5,2 asistencias y 1,8 robos de balón por partido. Fue incluido en sus dos últimas temporadas en el mejor quinteto defensivo de la Southeastern Conference, siendo además elegido defensor del año de la conferencia en 2019.
Al término de la temporada 2019-20 anunció que se presentaría al Draft de la NBA, renunciando a los dos años universitarios que le quedaban por cumplir.

#### Estadísticas
| Año     | Equipo   | PJ | PT | MPP  | %TC  | %3P  | %TL  | RPP | APP | ROB | TPP | PPP  |
| ------- | -------- | -- | -- | ---- | ---- | ---- | ---- | --- | --- | --- | --- | ---- |
| 2018–19 | Kentucky | 37 | 30 | 28.5 | .467 | .275 | .761 | 2.6 | 4.3 | 1.6 | .1  | 7.7  |
| 2019–20 | Kentucky | 30 | 29 | 33.1 | .404 | .258 | .810 | 3.9 | 6.4 | 1.9 | .2  | 11.5 |
| Total   | Total    | 67 | 59 | 30.6 | .432 | .265 | .791 | 3.2 | 5.2 | 1.8 | .1  | 9.4  |

### Profesional
Tras no ser elegido en el Draft de la NBA de 2020, el 19 de noviembre firmó un contrato dual con los Minnesota Timberwolves de la NBA y su filial en la G League, los Iowa Wolves. El 13 de febrero de 2021 fue despedido por los Wolves por violar el protocolo anti COVID-19, tras únicamente dos encuentros con el primer equipo.
En julio de 2023, firmó para disputar la NBA Summer League con los Toronto Raptors, pero cayó lesionado. El 16 de octubre de 2021 firma con los Raptors, pero es cortado y firma con el filial, los Raptors 905.
El 18 de noviembre de 2022, firma con los Fort Wayne Mad Ants, pero solo llega a disputar un encuentro. Entonces firma con los Greensboro Swarm, y en su primer encuentro logra un triple-doble, incluyendo 22 asistencias, igualando la mejor marca en la historia de la G League.
El 20 de agosto de 2023 firma un contrato de un año con los Portland Trail Blazers, pero fue despedido el mismo día. El 30 de octubre se comprometió con el filial de los Blazers en la G League, los Rip City Remix.
El 8 de febrero de 2024 firmó un contrato de 10 días con los Portland Trail Blazers, y el 18 de febrero regresó al Remix. El 23 de febrero firmó un contrato dual con los Trail Blazers.
El 27 de septiembre de 2024 firmó con los Xinjiang Flying Tigers de la CBA china.

## Estadísticas de su carrera en la NBA

### Temporada regular
| Año     | Equipo    | PJ | PT | MPP  | %TC  | %3P  | %TL  | RPP | APP | ROB | TPP | PPP |
| ------- | --------- | -- | -- | ---- | ---- | ---- | ---- | --- | --- | --- | --- | --- |
| 2020-21 | Minnesota | 2  | 0  | 2.0  | —    | —    | —    | .0  | .0  | .0  | .0  | .0  |
| 2023-24 | Portland  | 19 | 1  | 16.6 | .408 | .320 | .824 | 2.4 | 2.8 | .6  | .5  | 4.2 |
| Total   | Total     | 21 | 1  | 15.2 | .408 | .320 | .824 | 2.1 | 2.6 | .5  | .4  | 3.8 |